# Celperforatie
Cytotoxische T-lymfocyten vernietigen pathogenen door middel van celperforatie. De cytotoxische T-lymfocyt die de juiste receptor heeft voor het antigeen, koppelt zich aan het antigeen en scheidt vervolgens perforines af die een opening in het celmembraan van de geïnfecteerde cel maken. Ze scheiden ook enzymen af die via deze poriën die cel binnendringen en de inhoud afbreken.